# Принцесса на горошине (спектакль)
«Принцесса на горошине» — музыкально-теневой спектакль Георгия Васильева и Алексея Иващенко по одноимённой сказке Ханса Кристиана Андерсена и музыкальной сказке Новеллы Матвеевой (её авторству принадлежат 3 песни).
Общая длительность: 20:55.

## Содержание
1. Пролог
2. Сборы в дорогу
3. Путешествие (авторство Н. Матвеевой)
4. Появление принцессы
5. Воспоминания
6. Пора испытаний
7. Ночь
8. Утро (авторство Н. Матвеевой)
9. Менуэт (авторство Н. Матвеевой)

## Расхождения с оригинальной сказкой
Из разговора короля и королевы («Воспоминания») выясняется, что королева в своё время попала в ту же ситуацию, в которую теперь попала гостья-принцесса, и выдержала аналогичное испытание, но она спала на горошине, а здесь король-отец, желая наконец женить сына, тайком добавляет к горошине еще и кирпич.

## История создания
Премьера «Принцессы на горошине» прошла во 2-м отделении «Смотра» Агитбригады Ивасей 1977 года, вместе с «Князем Игорем». Спектакль оставался в репертуаре Агитбригады около 15 лет.

«Принцесса» открыла (а без открытий в те дни вообще не обходилось) своего рода новый жанр музыкально-теневого спектакля. На сцене стояли прозрачные (из простыней) экраны, подсвеченные сзади. Актёры играли за экранами, и зритель видел только тени. «Теневой» была и музыка: у каждого работающего за экраном актёра был «голос», исполнявшийся находящимся за кулисами, а чаще — сидящим тут же, на краю сцены певцом. Певцы сами себе и аккомпанировали — кто на гитаре, кто на флейте.